# Античный Рим (книга)
«Античный Рим» (фр. À la recherche de la Rome antique) — иллюстрированная монография 1989 года по археологии и истории изучения древнего города Рима. Она была написана французским историком Клод Моатти и опубликована издательством Éditions Gallimard в качестве 56-го тома его коллекции Découvertes.
В конце 1980-х годов Моатти занялась проектом по исследованию истории исследований древнего города Рима, результатом которого в частности и стала эта небольшая книга.

## Содержание
В этой книге, относящейся к серии Археология, Моатти рассматривает судьбы памятников римской цивилизации, включая Колизей, Пантеон, Термы Диоклетиана, акцентируя внимание на 20 веков фактического грабежа этого наследия. Основной текст разделён на шесть глав:
- Глава I: «Рим, Вечный город» (фр. Rome, Ville Éternelle);
- Глава II: «Эпоха гуманистов» (фр. Les Temps des humanistes);
- Глава III: «От частных коллекций до истории искусства» (фр. Des collections privées à l'histoire de l'art);
- Глава IV: «Рим под властью Наполеона» (фр. La Rome de Napoléon);
- Глава V: «Эпоха разума» (фр. L'Âge de raison);
- Глава VI: «От одного мифа к другому» (фр. D'un mythe à l'autre).

В самом начале своего повествования Моатти отмечает безвестность прошлого Рима, так как город «разрушался и хоронился снова и снова на протяжении веков, его история покрывалась мраком», а «пелена легенд окутывала его руины». В период Средневековья эти руины очаровывали гостей города, о чём свидетельствует текст того времени Чудеса города Рима (Чудеса города Рима), служивший фактическим путеводителем для пилигримов. В эпоху Возрождения, когда Колумб открыл Новый Свет, художники, учёные, знать, авантюристы и папы искали в пределах Рима остатки его былого великолепия. Город восстанавливался и возвращался к жизни. Но только в XX веке, благодаря развитию археологии, история города была наконец хорошо изучена. Автор также исследует, в какой степени архитектурная красота Рима ценилась или как она разрушалась на протяжении веков, каковы причины этого разрушения и что делается для защиты этих памятников прошлого от полного уничтожения.
Вторая часть этой книги, раздел «Документы», представляет собой подборку отрывков из исторических документов, разделённую на шесть частей:
- Город под угрозой (фр. La ville menacée);
- Археолог Пиранези (фр. Piranèse archéologue);
- Путешествие в Рим (фр. Le voyage à Rome);
- Фотограф Паркер фр. Parker photographe);
- Истории раскопок (фр. Histoires de fouilles);
- Христианская археология (фр. L'archéologie chrétienne).

Книгу завершают библиография, список иллюстраций и указатель. В книгу также вошли данные исследований холмов Палатин, Пинциан и области с памятниками христианской археологии.

## Отзывы
Британский историк архитектуры Дэвид Уоткин назвал «Античный Рим» «блестящей маленькой книгой», которая «заканчивается леденящим кровь предостережением на будущее, которое некоторые археологи могут предвидеть для Рима: а именно его разрушение».
Роберт Гинзберг также оставил книге положительный отзыв, охарактеризовав её как «удобный иллюстрированный том об изменении отношения к древнему Риму с ценным разделом документальных источников».
Анонимный обозреватель бельгийского еженедельного журнала De Voorpost отметил, что в книге можно найти прекрасное описание великолепия Рима, чему способствует множество иллюстраций, со сравнениями и реконструкциями зданий. Он делает вывод, что эта маленькая книга станет хорошим путеводителем для желающего отправиться в путешествие по древнему городу.